# Javier González (football)
Pour les articles homonymes, voir González et Javier González.
José Javier González Alponte, né le 11 mai 1939 à Lima au Pérou et décédé dans la même ville le 11 avril 2018, est un joueur de football international péruvien, qui évoluait au poste de milieu de terrain.

## Biographie

### Carrière en sélection
International péruvien, Javier Gonzáles joue 16 matchs, sans inscrire de but, entre 1967 et 1970. 
Il figure dans le groupe des sélectionnés lors de la Coupe du monde de 1970. Lors du mondial organisé au Mexique, il joue un match contre la Bulgarie.

## Palmarès
| Sport Boys - Championnat du Pérou : - Vice-champion : 1966. |  | Alianza Lima - Championnat du Pérou : - Vice-champion : 1971. |